# Friden
Friden Calculating Machine Company (Friden, Inc.) fu una società americana di macchine per scrivere e macchine calcolatrici. Fu fondata da Carl Friden a San Leandro (California) nel 1934.

## Storia

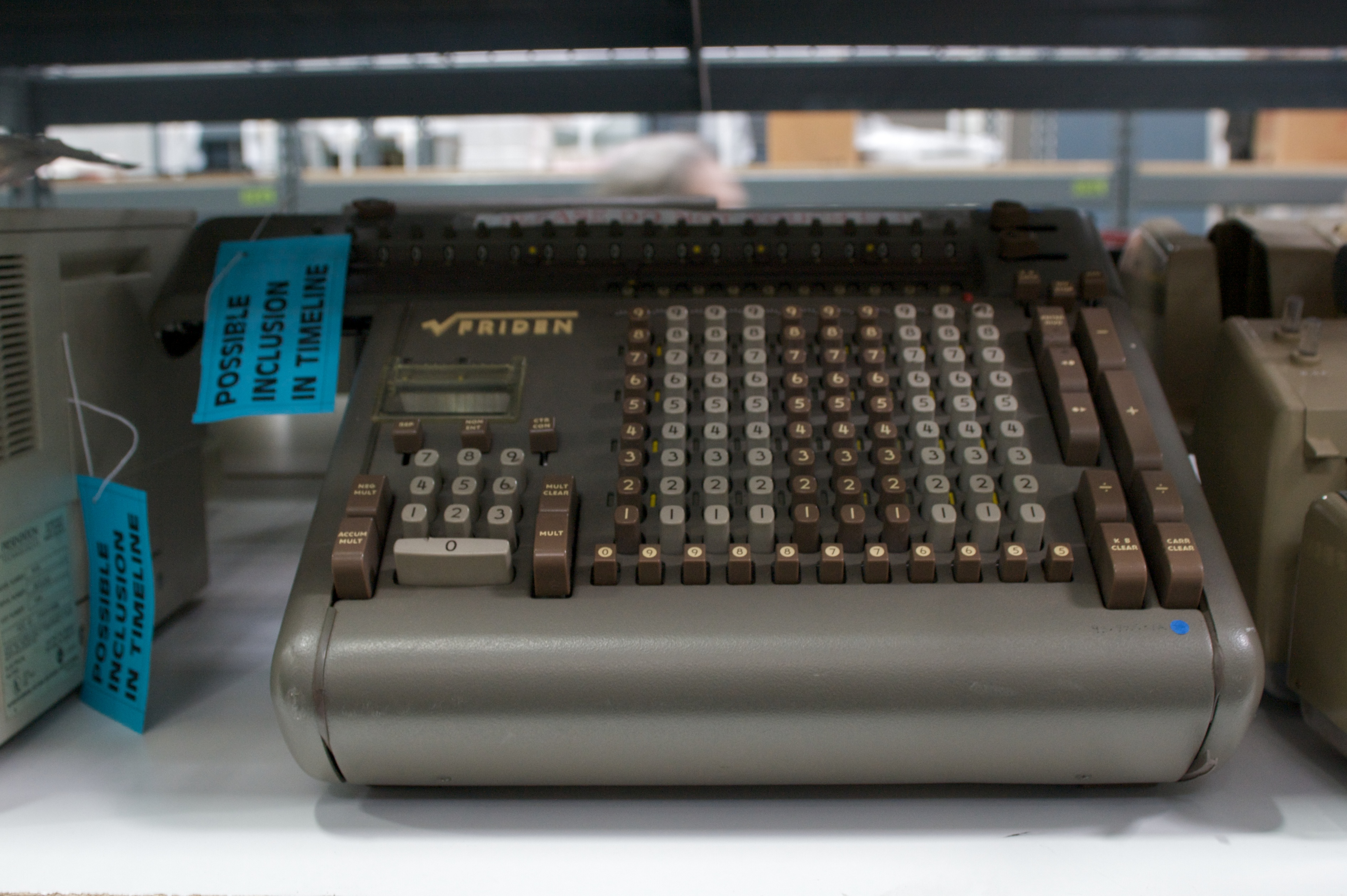
Calcolatore Friden

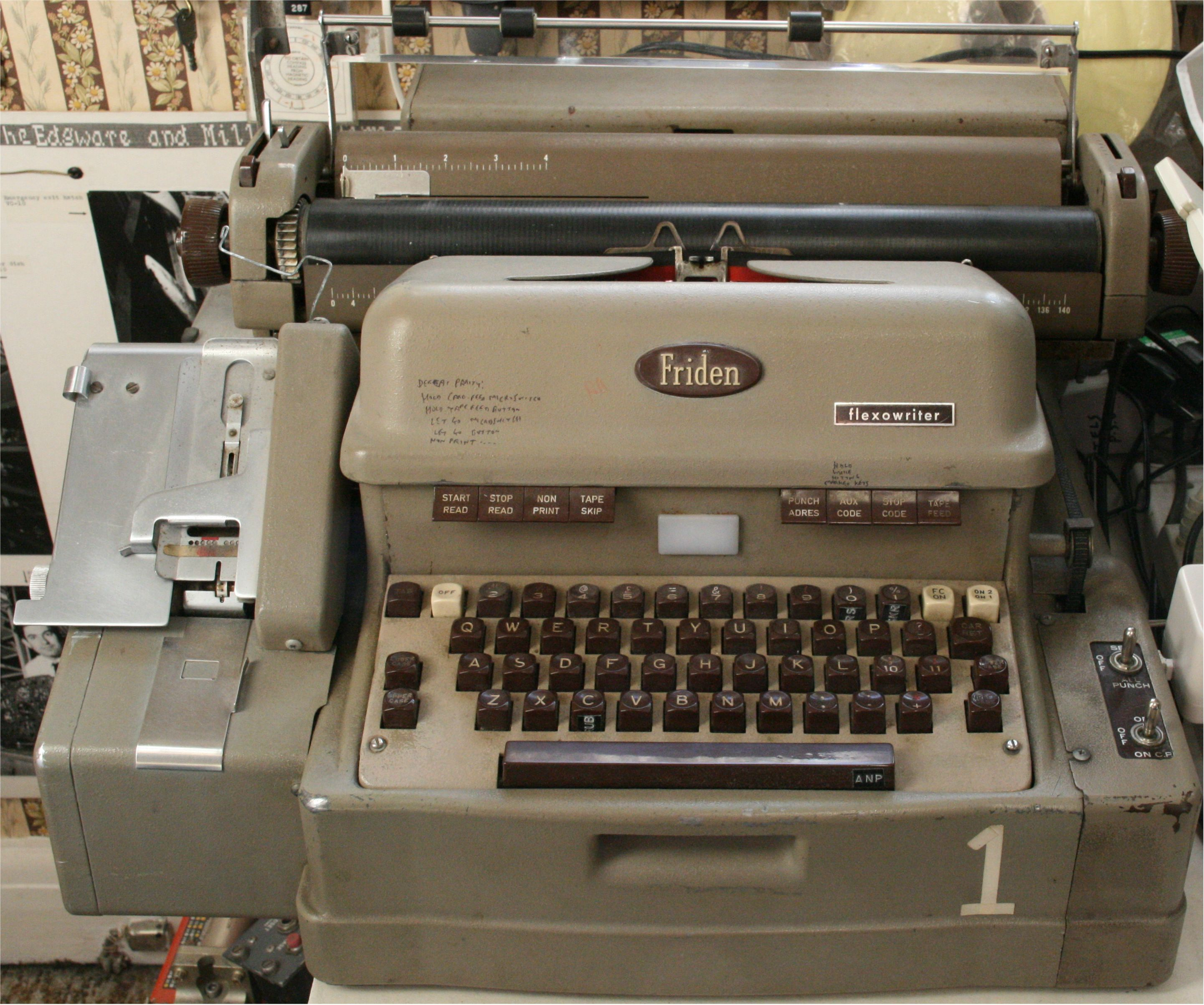
Friden Flexowriter

Fondata nel 1934 da Carl Friden, di origine svedese, nel 1957 comprò la Commercial Controls Corporation di Rochester (New York). Venne così introdotta la Friden Flexowriter telescrivente, apparecchio parte del unit record equipment sviluppato durante la seconda guerra mondiale dal Department of the Navy per redigere i "regret to inform you", lettere ai parenti dei caduti. La Flexowriter divenne un esempio di tutte le macchine successive automatiche per redigere, bollette, fatture e lettere in generale a diversi destinatari. Friden successivamente entrò nell'era elettronica con l'avvento del transistor.
Friden introdusse il primo calcolatore elettronico a transistor, modello EC-130,nel giugno 1963, progettato da Robert "Bob" Appleby Ragen. La macchina ebbe la capacità di 13 digit e un display da 5 pollici CRT. Usava una memoria magnetorestrittiva delay line memory, per risparmiare sul costo di transistor costosi. Il calcolatore EC-130 venne venduto per 2.200 $, tre volte il valore di macchine comparabili dell'epoca elettromeccaniche. Fu il primo calcolatore ad usare la Notazione polacca inversa (RPN), per eliminare l'uso di parentesi per l'ordine di operazioni complesse. Il successivo modello EC-132, dell'aprile 1965, aggiunse la radice quadrata.
Nel 1965 la società venne comprata dalla Singer Corporation, ma continuò ad operare a marchio Friden fino al 1974.
Il Singer – Friden Research Center di Oakland, California, venne spostato poi a Palo Alto (California) (1965-1970), e tentarono di sviluppare le calcolatrici compatte che già si stavano immettendo sul mercato dai giapponesi, come il Busicom, basato sull'Intel 4004 nel 1971, il Casio Mini e lo Sharp EL-805 del 1972.

## Nella cultura popolare
Nel film del 1960 di Billy Wilder L'appartamento, il protagonista con Jack Lemmon è un impiegato in una enorme società assicurativa e utilizza insieme a altre centinaia di impiegati una macchina calcolatrice Friden, presente su ogni scrivania di ogni impiegato.